# Ashar Ramadhani
Ashar Ramadhani (ur. 14 stycznia 1998) – indonezyjski zapaśnik walczący w stylu klasycznym. Zajął dziewiąte miejsce na igrzyskach azjatyckich w 2018. Srebrny medalista mistrzostw Azji Południowo-Wschodniej w 2022 roku. 